# Joe Harris (basket-ball)
Pour les articles homonymes, voir Joe Harris.
Joe Harris, né le 6 septembre 1991 à Chelan dans l'État de Washington, est un joueur américain de basket-ball. Il évolue aux postes d'arrière et d'ailier. 
En 2019, il remporte le Three-point Contest lors du NBA All-Star Week-end.

## Carrière universitaire
En 2010, il rejoint les Cavaliers de la Virginie en NCAA.
Durant sa saison de freshman, il tourne à 10,4 points par match.
La saison suivante, il termine à 11,3 points par match.
Pour son année junior, il a des moyennes de 16,3 points et 4,0 rebonds par match.

## Carrière professionnelle
Harris est choisi en 33e place par les Cavaliers de Cleveland lors de la draft 2014 de la NBA.
Le 24 juillet, il signe un contrat rookie de trois ans avec les Cavaliers après avoir terminé la NBA Summer League de Las Vegas avec des moyennes de 7,8 points, 1,5 rebond et 1,5 passe décisive par match.
En novembre 2020, il re-signe avec les Nets de Brooklyn pour 75 millions de dollars sur quatre ans.
Lors de l'intersaison 2023, il est transféré aux Pistons de Détroit en compagnie de deux futurs seconds tours de draft. Il est coupé en février 2024.
Le 15 août 2024, il annonce sa retraite sportive à l'âge de 32 ans.

## Palmarès
- Vainqueur du concours de tirs à trois points du All-Star Game 2019
- First team All-ACC (2013)
- Second team All-ACC (Coaches) (2014)
- Third team All-ACC (Media) (2014)
- ACC Tournament MVP (2014)
- First team All-ACC Tournament (2014)
- Vainqueur du NBA 3 point contest (2018)
- Champion NBA avec les Cleveland Cavaliers (2016)

## Statistiques

### Universitaires
Les statistiques en matchs universitaires de Joe Harris sont les suivantes :
| Saison    | Équipe   | Matchs | Titul. | Min./m | % Tir | % 3pts | % LF | Rbds/m. | Pass/m. | Int/m. | Ctr/m. | Pts/m. |
| --------- | -------- | ------ | ------ | ------ | ----- | ------ | ---- | ------- | ------- | ------ | ------ | ------ |
| 2010-2011 | Virginie | 31     | 25     | 29,4   | 41,8  | 41,7   | 75,9 | 4,35    | 1,26    | 0,87   | 0,35   | 10,42  |
| 2011-2012 | Virginie | 32     | 31     | 30,3   | 44,2  | 38,0   | 77,2 | 3,88    | 1,72    | 0,72   | 0,38   | 11,31  |
| 2012-2013 | Virginie | 35     | 35     | 32,5   | 46,8  | 42,5   | 74,0 | 4,03    | 2,17    | 0,89   | 0,49   | 16,29  |
| 2013-2014 | Virginie | 37     | 37     | 28,8   | 44,1  | 40,0   | 64,0 | 2,95    | 2,27    | 0,95   | 0,22   | 11,97  |
| Total     | Total    | 135    | 128    | 30,3   | 44,5  | 40,7   | 72,2 | 3,77    | 1,88    | 0,86   | 0,36   | 12,58  |

### Professionnelles

#### Saison régulière
Légende :
| Leader de la ligue |

| Saison    | Équipe    | Matchs | Titul. | Min./m | % Tir | % 3pts | % LF | Rbds/m. | Pass/m. | Int/m. | Ctr/m. | Pts/m. |
| --------- | --------- | ------ | ------ | ------ | ----- | ------ | ---- | ------- | ------- | ------ | ------ | ------ |
| 2014-2015 | Cleveland | 51     | 1      | 9,7    | 40,0  | 36,9   | 60,0 | 0,80    | 0,51    | 0,14   | 0,04   | 2,67   |
| 2015-2016 | Cleveland | 5      | 0      | 3,0    | 25,0  | 25,0   | –    | 0,60    | 0,40    | 0,00   | 0,00   | 0,60   |
| 2016-2017 | Brooklyn  | 52     | 11     | 21,9   | 42,5  | 38,5   | 71,4 | 2,86    | 1,07    | 0,58   | 0,15   | 8,26   |
| 2017-2018 | Brooklyn  | 78     | 14     | 25,3   | 49,1  | 41,9   | 82,7 | 3,33    | 1,64    | 0,45   | 0,26   | 10,85  |
| 2018-2019 | Brooklyn  | 76     | 76     | 30,2   | 50,0  | 47,4   | 82,7 | 3,83    | 2,38    | 0,50   | 0,22   | 13,70  |
| 2019-2020 | Brooklyn  | 69     | 69     | 30,8   | 48,6  | 42,4   | 71,9 | 4,32    | 2,09    | 0,59   | 0,25   | 14,46  |
| 2020-2021 | Brooklyn  | 69     | 65     | 31,0   | 50,5  | 47,5   | 77,8 | 3,59    | 1,88    | 0,67   | 0,20   | 14,12  |
| 2021-2022 | Brooklyn  | 14     | 14     | 30,2   | 45,2  | 46,6   | 83,3 | 4,00    | 1,00    | 0,50   | 0,14   | 11,29  |
| 2022-2023 | Brooklyn  | 74     | 33     | 20,6   | 45,7  | 42,6   | 64,3 | 2,20    | 1,40    | 0,50   | 0,20   | 7,60   |
| 2023-2024 | Détroit   | 16     | 0      | 10,6   | 35,9  | 33,3   | 50,0 | 0,80    | 0,60    | 0,20   | 0,10   | 2,40   |
| Total     | Total     | 504    | 283    | 24,4   | 47,9  | 43,6   | 77,1 | 3,00    | 1,60    | 0,50   | 0,20   | 10,30  |

#### Playoffs
| Saison | Équipe    | Matchs | Titul. | Min./m | % Tir | % 3pts | % LF  | Rbds/m. | Pass/m. | Int/m. | Ctr/m. | Pts/m. |
| ------ | --------- | ------ | ------ | ------ | ----- | ------ | ----- | ------- | ------- | ------ | ------ | ------ |
| 2015   | Cleveland | 6      | 0      | 2,7    | 33,3  | 33,3   | 75,0  | 0,20    | 0,20    | 0,00   | 0,00   | 1,30   |
| 2019   | Brooklyn  | 5      | 5      | 29,8   | 37,2  | 19,0   | 100,0 | 4,20    | 0,60    | 0,60   | 0,00   | 8,80   |
| 2020   | Brooklyn  | 2      | 2      | 36,0   | 52,2  | 58,3   | 50,0  | 10,00   | 1,00    | 0,50   | 0,00   | 16,50  |
| 2021   | Brooklyn  | 12     | 12     | 36,2   | 39,8  | 40,2   | 75,0  | 3,60    | 1,60    | 0,30   | 0,20   | 11,20  |
| 2023   | Brooklyn  | 4      | 0      | 10,9   | 15,4  | 8,3    | 100,0 | 1,30    | 0,00    | 0,50   | 0,00   | 1,80   |
| Total  | Total     | 29     | 19     | 24,7   | 38,9  | 35,4   | 81,8  | 3,10    | 0,90    | 0,30   | 0,10   | 7,80   |

## Records sur une rencontre en NBA
Les records personnels de Joe Harris en NBA sont les suivants, :
| Type de statistique        | Saison régulière | Saison régulière         | Saison régulière | Playoffs | Playoffs              | Playoffs      |
| Type de statistique        | Record           | Adversaire               | Date             | Record   | Adversaire            | Date          |
| -------------------------- | ---------------- | ------------------------ | ---------------- | -------- | --------------------- | ------------- |
| Points                     | 30               | 2 fois                   | 2 fois           | 25       | Celtics de Boston     | 25 mai 2021   |
| Paniers marqués            | 11               | 4 fois                   | 4 fois           | 9        | Celtics de Boston     | 25 mai 2021   |
| Paniers tentés             | 19               | 76ers de Philadelphie    | 7 janvier 2021   | 14       | 3 fois                | 3 fois        |
| Paniers à 3 points réussis | 8                | @ Wizards de Washington  | 31 janvier 2021  | 7        | Celtics de Boston     | 25 mai 2021   |
| Paniers à 3 points tentés  | 13               | 2 fois                   | 2 fois           | 10       | Celtics de Boston     | 25 mai 2021   |
| Lancers francs réussis     | 7                | Raptors de Toronto       | 4 janvier 2020   | 4        | 76ers de Philadelphie | 18 avril 2019 |
| Lancers francs tentés      | 8                | Raptors de Toronto       | 4 janvier 2020   | 4        | 2 fois                | 2 fois        |
| Rebonds offensifs          | 5                | Grizzlies de Memphis     | 28 décembre 2020 | 2        | 3 fois                | 3 fois        |
| Rebonds défensifs          | 9                | Celtics de Boston        | 6 janvier 2018   | 13       | @ Raptors de Toronto  | 19 août 2020  |
| Rebonds totaux             | 12               | Celtics de Boston        | 6 janvier 2018   | 14       | @ Raptors de Toronto  | 19 août 2020  |
| Passes décisives           | 8                | @ Bulls de Chicago       | 16 novembre 2019 | 6        | Celtics de Boston     | 1er juin 2021 |
| Interceptions              | 3                | 6 fois                   | 6 fois           | 2        | 2 fois                | 2 fois        |
| Contres                    | 2                | 11 fois                  | 11 fois          | 1        | 2 fois                | 2 fois        |
| Balles perdues             | 6                | Grizzlies de Memphis     | 19 mars 2018     | 3        | 2 fois                | 2 fois        |
| Minutes jouées             | 48               | @ Cavaliers de Cleveland | 13 février 2019  | 47       | Bucks de Milwaukee    | 19 juin 2021  |

- Double-double : 3 (dont 1 en playoffs)
- Triple-double : 0

Dernière mise à jour : 16 août 2022

## Salaires
Les gains de Joe Harris en NBA sont les suivants :
| Saison      | Équipe                 | Salaire      |
| ----------- | ---------------------- | ------------ |
| 2014-2015   | Cavaliers de Cleveland | 884 879 $    |
| 2015-2016   | Cavaliers de Cleveland | 845 059 $    |
| 2016-2017   | Nets de Brooklyn       | 980 431 $    |
| 2017-2018   | Nets de Brooklyn       | 1 524 305 $  |
| 2018-2019   | Nets de Brooklyn       | 8 333 333 $  |
| 2019-2020   | Nets de Brooklyn       | 7 666 667 $  |
| Total Gains | Total Gains            | 20 234 674 $ |
| 2020-2021   | Nets de Brooklyn       | 16 071 429 $ |
| 2021-2022   | Nets de Brooklyn       | 17 357 143 $ |
| 2022-2023   | Nets de Brooklyn       | 18 642 857 $ |
| 2023-2024   | Nets de Brooklyn       | 19 928 571 $ |